# Jules Dufaure
Jules Armand Stanislas Dufaure, född 4 december 1798, död 28 juni 1881, var en fransk politiker.
Dufaure gjorde sig känd som en energisk och vältalig advokat i Bordeaux. Under julimonarkin valdes han 1834 till deputerad och anslöt sig till liberalerna. Han blev mycket populär och utövande ett stort inflytande. 1839–1840 var minister för offentliga arbeten i Nicolas Jean-de-Dieu Soults regering. Han utvecklade där en mindre vanlig energi och gjorde betydande insatser vid förverkligandet av tidens stora nydaningar. Trots att flera försök misslyckades genomdrev han betydande anslag till järnvägarna och ombyggnader av hamnarna. Efter sin avgång 1840 blev han rapportör för det utskott, som skulle granska infrastrukturutbyggnaderna och lyckades här trygga reformernas genomförande. Efter 1848 års revolution utnämndes han till inrikesminister och bekämpade som sådan de socialistiska idéerna, men avgick efter Louis Eugène Cavaignacs nederlag i presidentvalet. År 1849 var han åter en kort tid inrikesminister. Efter statskuppen 1851 drog sig Dufaure tillbaka till privatlivet. Han blev 1863 medlem av Franska akademien. Först 1870 gjorde han sitt återinträde i det politiska livet, och valdes till nationalförsamlingen samtidigt av fem olika departement. Han samarbetade nära med Adolphe Thiers och utnämndes av honom 1871 till justitieminister. Som sådan blev Dufaure reorganisatorn av de franska domstolarna och införde bland annat jurysystem. Han störtades samtidigt med Thiers av högerkoalitionen i maj 1873, bekämpade under de närmaste åren Albert de Broglie samt var vänsterns egentlige ledare. År 1875 blev han justitieminister i Louis Buffets regering och blev 1876 konseljpresident. Han avgick dock redan i december samma år, efter att ha förgäves bekämpat ett lagförslag, som yrkade på upphävandet av förföljelserna mot deltagarna i kommunardupproret. Han förde en oförsonlig strid mot regeringen av 16 maj 1877 och erhöll efter högerns nederlag i december samma år uppdrag att bilda den nya regeringen. Han sammansatte den som en vänstra centerns regering och genomdrev amnestilagen. Efter Jules Grévys val till president avgick Dufaure 1879, vägrade återinträda i annan ministär och tog nästan aldrig mera till orda i senaten.